# Fritz Wilms (Architekt)
Fritz Wilms (* 11. Juni 1886 in Oberhausen; † 2. April 1958 in Berlin) war ein deutscher Architekt.
Über Wilms Ausbildung und seine beruflichen Anfänge sind keine Einzelheiten bekannt, er bezeichnete sich selbst anscheinend als Autodidakt. In der Fachpresse wurde er erstmals als Mitarbeiter des Weißenseer Gemeindebaurats Carl James Bühring für zwei 1913–1915 entstandene Wohnhaus-Gruppen in Berlin-Weißensee genannt.
In den 1920er Jahren war er als selbständig tätiger Architekt spezialisiert auf Lichtspielhäuser. Er lebte und arbeitete in Berlin und errichtete dort einige der größten Kinos der Epoche.

## Bauten (Auswahl)

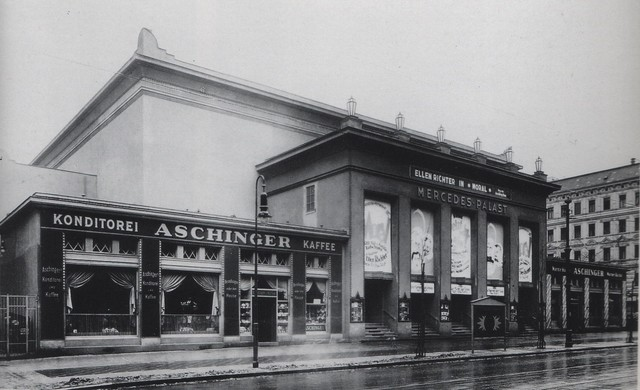
Mercedes-Palast in Berlin-Neukölln 1936

- Mercedes-Palast in Berlin-Wedding 1926Mercedes-Palast in Berlin-Neukölln 19361919–1920: Wohn- und Geschäftshaus mit Kino „Decla-Lichtspiele“ in Berlin-Weißensee, Antonplatz / Max-Steinke-Straße (456 Plätze, mit Max Bischoff)

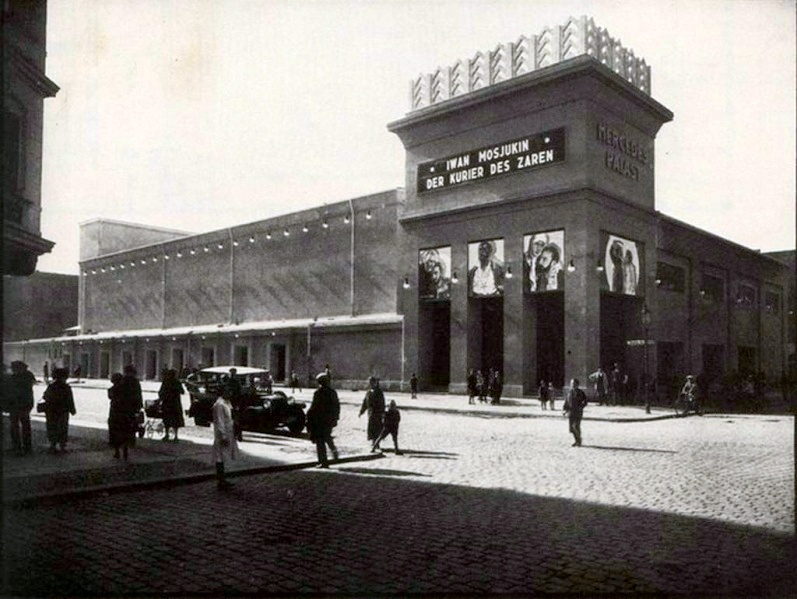
Mercedes-Palast in Berlin-Wedding 1926

- 1921–1922: Alhambra in Berlin-Charlottenburg, Kurfürstendamm 68 (ca. 1000 Plätze, mit Max Bischoff)[1]
- 1923: Erweiterung eines Gartenpavillons von 1873 zum ständigen Wohnhaus in Potsdam, Am Havelblick 5a[2]
- 1924: Colosseum in Berlin-Prenzlauer Berg, Schönhauser Allee 123 (Vorplanung von Max Bischoff)[3]
- 1925: Piccadilly in Berlin-Charlottenburg, Bismarckstr. 93–94 (1234 Plätze)
- 1924: Alhambra-Lichtspiele in Zehdenick
- 1924–1925: Turm-Palast (auch Ufa-Theater Turmstraße) mit Gastronomiebetrieb „Café Vaterland Turmstraße“ in Berlin-Moabit, Turmstraße 25–26 (gemeinsam mit Max Bischoff; ca. 1700 Plätze; Kino zerstört; Gastronomieflügel an der Turmstraße stark verändert erhalten, 2016 abgerissen)
- 1926: Mercedes-Palast (Ufa-Palast) in Berlin-Wedding, Utrechter Straße (1955 Plätze)
- 1926–1927, 1948–1951: Mercedes-Palast in Berlin-Neukölln, Hermannstraße (2462 Plätze)[4]
- 1927: Luna Palast in Berlin-Friedrichshain, Große Frankfurter Str. 121 (830 Plätze)[1]
- 1927: Rote Mühle in Berlin-Wilmersdorf, Kurfürstendamm 121–122 (ca. 820 Plätze)[1]
- 1929: Umbau Schwarzer Adler in Berlin-Lichtenberg, Frankfurter Allee (500 Plätze)
- 1929: Harmonie-Lichtspiele in Berlin-Weißensee, Langhansstr. 23 (598 Plätze)[1]
- 1930: Orpheum in Berlin-Charlottenburg, Tauroggener Str. 36 (820 Plätze)[1]
- 1931: Umbau Urania-Theater in Berlin-Kreuzberg, Wrangelstr. 10–11 (600 Plätze)[1]
- 1936–1937: Tribünenanlage der AVUS (mit Walter Bettenstaedt)[5]
- 1937, 1949: Kleines Lichtspielhaus in Berlin-Wilmersdorf, Fehrbelliner Platz (397 Plätze)[1]
- 1948–1951: Wiederaufbau des Mercedes-Palast als Europa-Palast (2050 Plätze)